# Francisco Rodríguez Adrados
Francisco Rodríguez Adrados (* 29. März 1922 in Salamanca; † 21. Juli 2020 in Madrid) war ein spanischer Philologe, Gräzist und Mitglied der Real Academia Española.

## Leben
Francisco Rodríguez Adrados studierte Klassische Philologie an der Universität Salamanca und promovierte 1946 an der Universität Complutense Madrid.
1949 übernahm Rodríguez den Lehrstuhl für Griechisch am Institut Cardenal Cisneros in Madrid. 1951 wurde er zum Professor an der Universität Barcelona berufen. 1952 wechselte er an die Universität Complutense Madrid. Von 1972 bis 1976 leitete er die Abteilung für die Griechische Sprache an der Universidad Nacional de Educación a Distancia (UNED). 1988 wurde er emeritiert.
Rodríguez war Ehrenpräsident der Sociedad Española de Estudios Clásicos (SEEC) und der Sociedad Española de Lingüística.
Neben seiner Tätigkeit als Redakteur bei den Zeitschriften Emerita und Revista Española de Lingüística und bei der vom CSIC herausgegebenen Sammlung klassischer griechischer und lateinischer Werke Alma Mater arbeitete Rodríguez auch bei nationalen Tageszeitungen wie ABC und El Mundo.

## Wirken
Rodríguez’ Interesse galt dem Humanismus. Als Hellenist beschäftigte er sich vorrangig mit der griechischen und lateinischen Literatur. Er galt als Experte der indoeuropäischen Sprachwissenschaft und war Mitglied des CSIC. Dort leitete er das größte lexikografische Projekt nach dem LSJ, die Erstellung eines griechisch-spanischen Wörterbuches, des Diccionario Griego-Español unter Einschluss des Diccionario Micénico.
Als Philologe verteidigte er die Hypothese der Vasconización tardía (dt. etwa späte Baskisierung), die davon ausgeht, dass die ersten Sprecher des Euskera erst im 5. oder 6. Jahrhundert die Iberische Halbinsel erreichten.
1990 trat Rodríguez der Real Academia Española bei und übernahm als académico de número den Verantwortungsbereich d. 2003 wurde er auch in die Real Academia de la Historia gewählt. Darüber hinaus gehörte er der Akademie von Athen und der Academia Argentina de Letras an.